# Point Roberts
Point Roberts è una località degli Stati Uniti d'America, nella contea di Whatcom, nello stato di Washington.
È situato nella parte più meridionale della penisola Tsawwassen, Point Roberts è un'exclave statunitense: la comunità confina nella parte nord con la Columbia Britannica (città di Delta) canadese ed è circondata a sud, ovest e est dalle acque territoriali statunitensi; è quindi impossibile raggiungerla via terra non passando per il Canada.

## Storia
I primi europei ad arrivare a Point Roberts furono i membri della spedizione di George Vancouver del 1791-1795; questi chiamò la punta col nome del suo amico, il capitano Henry Roberts che aveva avuto originariamente il comando della spedizione. Point Roberts divenne un'exclave nel 1846, dopo il Trattato dell'Oregon quando il confine tra Stati Uniti e Canada (all'epoca colonia del Regno Unito) venne fissato sul 49º parallelo Nord.

## Geografia fisica
Point Roberts si trova a 35 km da Vancouver; è parte degli Stati Uniti perché si trova a sud del 49º parallelo Nord.
Point Roberts confina col comune di Delta nella Columbia Britannica. La Boundary Bay bagna la parte est di Point Roberts e lo Stretto di Georgia da sud a ovest. La penisola è lunga circa 3 km e larga 5 km. Ha la superficie di 12,65 km².

## Società

### Evoluzione demografica
Nel censimento statunitense del 2010 Point Roberts aveva 1 314 abitanti, e 474 famiglie vivevano in CDP. La popolazione era composta da 75,1% bianchi, il 12,3% afroamericani, lo 0,9% nativi americani, il 3,6% asiatici (soprattutto cinesi), lo 0,1% delle isole del Pacifico (in particolare hawaiani), il 5,5% di altre razze e il 2,4% meticci. I latino-americani e gli ispanici erano il 12,5% della popolazione.
Il 22,1% aveva meno di 19 anni, il 2,2% da 20 a 24 anni, il 29% da 25 a 44 anni, il 32% da 45 a 64 anni e il 14,7% da 65 anni in su. L'età media era sui 43 anni.
Il codice d'avviamento postale è 98281.

## Educazione
La Roberts Primary School è l'unica scuola presente, è una scuola dell’infanzia e anche scuola primaria.
Per studiare devono andare a Delta, Columbia Britannica o negli Stati Uniti a Blaine, a 40 minuti di auto e a soli 35 km da Vancouver.

## Infrastrutture e trasporti
Le vie d'accesso, che sono solo dal Canada, da Tsawwasen sono:
- Marine Drive (in Canada chiamata English Bluff Road)
- Tyee Drive (in Canada chiamata 56th Street)
- Meadow Lane (in Canada chiamata 67th Street)
- Bay View Drive (in Canada chiamata Hoffmeister Avenue)

Inoltre c'è Roosevelt Way che passa per tutta la linea di confine tra Stati Uniti e Canada di Point Roberts

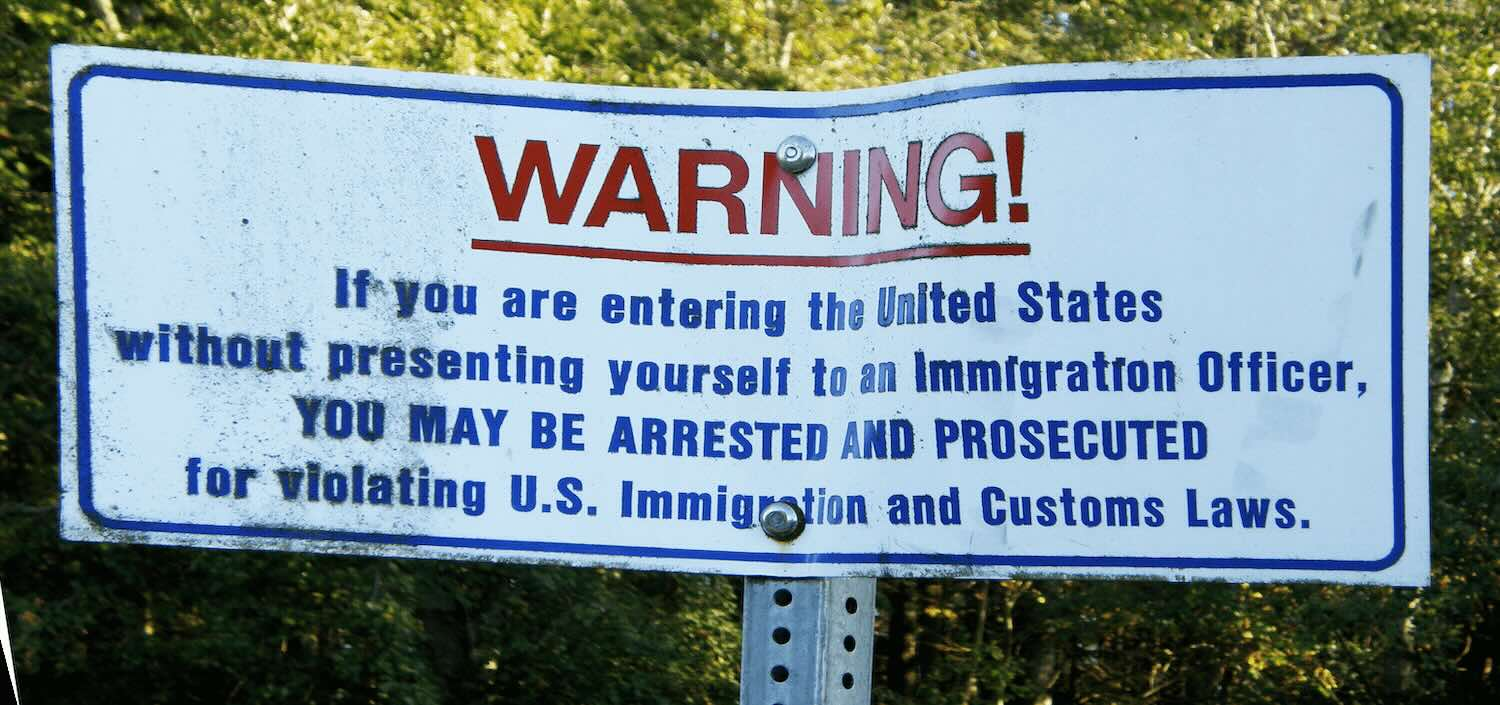
Cartello che informa del confine tra Canada e Stati Uniti a Point Roberts

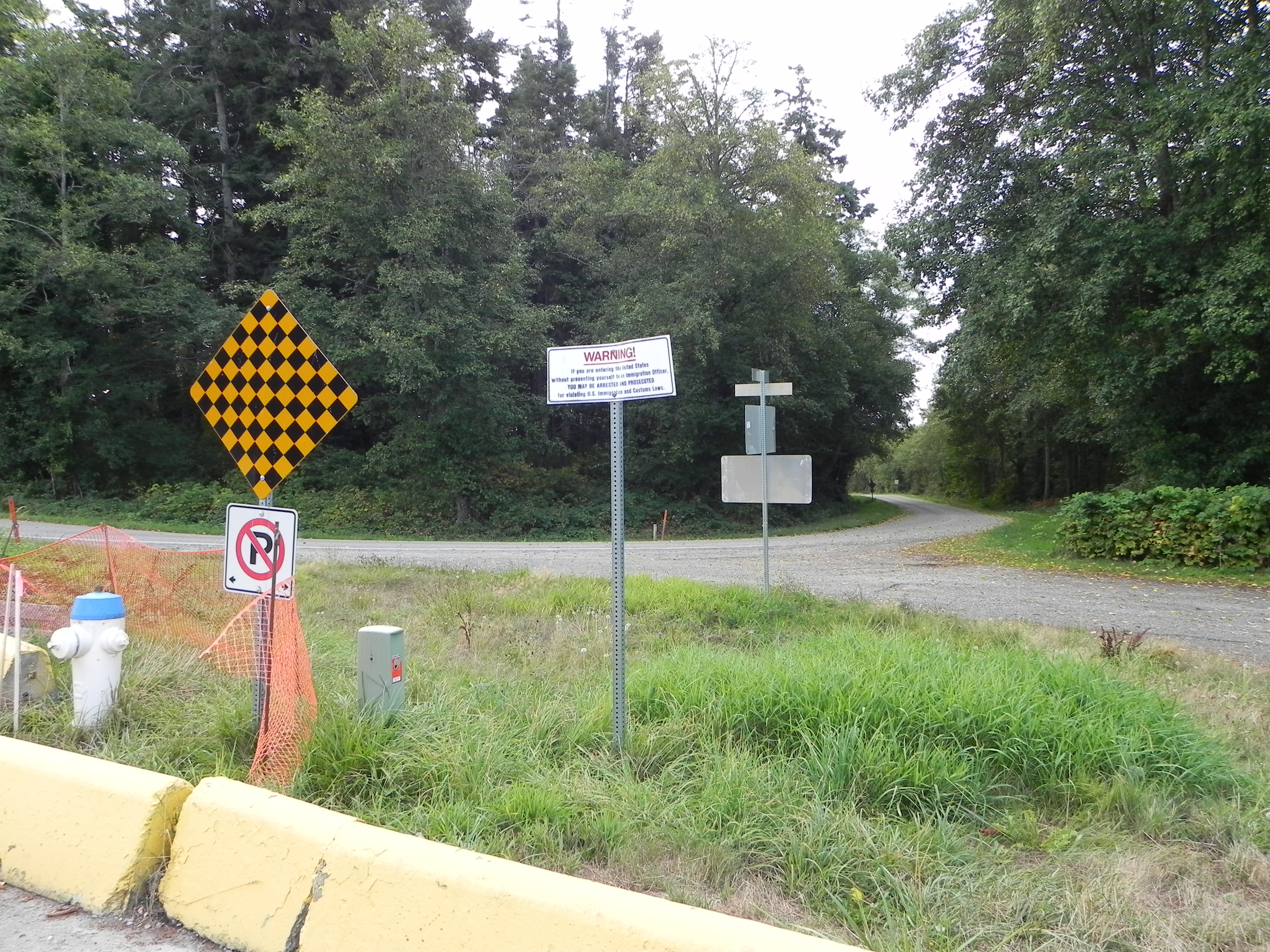
Posto confinario a Point Roberts, foto scattata tra English Bluff Road, Tsawwasen e Marine Drive, Point Roberts

## Telecomunicazioni
Fino al 1988, Point Roberts aveva il prefisso 604 della Columbia Britannica e veniva servita dalla compagnia telefonica della Columbia Britannica, la BCTel. Oggi, Point Roberts ha il prefisso statunitense 360. Oggi per il servizio telefonico c'è la compagnia statunitense Whidbey Island Telephone Company. Il servizio di telefono cellulare è sia statunitense che canadese.

## Moneta
A Point Roberts sono usati e accettati anche i dollari canadesi oltre ai dollari americani.